# グロリア (MOON CHILDの曲)
「グロリア」は、MOON CHILDの10枚目のシングル。

## 解説
- 大正製薬「コーラック」CMソング。

## 収録曲
| 全作詞・作曲: 佐々木収、全編曲: Moon Child・井上鑑。 |                             |          |            |
| #                                                    | タイトル                    | 作詞     | 作曲・編曲 |
| 1.                                                   | 「グロリア」                | 佐々木収 | 佐々木収   |
| 2.                                                   | 「サン サン サン」          | 佐々木収 | 佐々木収   |
| 3.                                                   | 「グロリア (Instrumental)」 | 佐々木収 | 佐々木収   |

## 収録アルバム
- POP AND DECADENCE (#1,2、#1はアルバム・バージョン)
- Treasures of MOON CHILD 〜THE BEST OF MOON CHILD〜 (#1)
- COMPLETE BEST (#1)